# 名賀郡

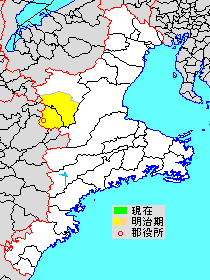
三重県名賀郡の範囲

名賀郡（ながぐん）は、三重県にあった郡。

## 郡域
1896年（明治29年）に行政区画として発足した当時の郡域は、下記の区域にあたる。
- 名張市の全域
- 伊賀市の一部（概ね白樫、予野、上之庄、笠部、依那具、ゆめが丘、市部、沖、摺見、妙楽地、瀧、勝地以南）

## 歴史

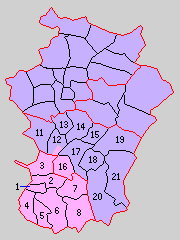
1.名張町 2.蔵持村 3.薦原村 4.錦生村 5.滝川村 6.箕曲村 7.比奈知村 8.国津村 11.花垣村 12.古山村 13.猪田村 14.依那古村 15.比自岐村 16.美濃波多村 17.神戸村 18.阿保村 19.上津村 20.種生村 21.矢持村（桃：名張市 紫：伊賀市）

- 明治29年（1896年）4月1日 - 郡制の施行のため、名張郡・伊賀郡の区域をもって発足。（1町18村）
  - 旧・名張郡（1町7村） - 名張町、蔵持村、薦原村、錦生村、滝川村、箕曲村、比奈知村、国津村（現・名張市）
  - 旧・伊賀郡（11村） - 花垣村（現・伊賀市）、古山村（現・伊賀市、名張市）、猪田村、依那古村、比自岐村、神戸村（現・伊賀市）、美濃波多村（現・名張市）、阿保村、上津村、種生村、矢持村（現・伊賀市）
- 明治30年（1897年）9月1日 - 郡制を施行。郡役所が名張町に設置。
- 大正9年（1920年）3月1日 - 阿保村が町制施行して阿保町となる。（2町17村）
- 大正12年（1923年）4月1日 - 郡会が廃止。郡役所は存続。
- 大正15年（1926年）7月1日 - 郡役所が廃止。以降は地域区分名称となる。
- 昭和10年（1935年）時点での当郡の面積は328.52平方km、人口は44,575人（男21,769人・女22,806人）[1]。
- 昭和17年（1942年）5月5日 - 蔵持村・薦原村・箕曲村が名張町に編入。（2町14村）
- 昭和24年（1949年）8月1日 - 名張町の一部（夏見・中村・瀬古口・青蓮寺・中知山）が分立して箕曲村が発足。（2町15村）
- 昭和25年（1950年）8月1日 - 猪田村が上野市に編入。（2町14村）
- 昭和26年（1951年）4月1日 - 美濃波多村・比奈知村・錦生村が名張町に編入。（2町11村）
- 昭和29年（1954年）3月31日 - 名張町・滝川村・箕曲村・国津村が合併して名張市が発足し、郡より離脱。（1町8村）
- 昭和30年（1955年）
  - 1月1日 - 花垣村・比自岐村・依那古村が上野市に編入。（1町5村）
  - 3月1日（1町1村）
    - 阿保町・上津村・種生村・矢持村が合併して青山町が発足。
    - 神戸村が上野市に編入。
- 昭和32年（1957年）7月1日 - 古山村の一部（蔵縄手・菖蒲池・湯屋谷・界外・東谷・安場・鍛冶屋）が上野市、残部（南）が名張市に分割編入。（1町）
- 平成16年（2004年）11月1日 - 青山町が上野市・阿山郡伊賀町・島ヶ原村・阿山町・大山田村と合併して伊賀市が発足。同日名賀郡消滅。

### 変遷表
| 旧 郡    | 明治以前   | 明治初年 - 明治11年    | 明治12年 - 明治22年  | 明治22年 4月1日 町村制施行 | 明治22年 - 昭和19年         | 昭和20年 - 昭和26年         | 昭和27年 - 昭和29年    | 昭和30年 - 昭和64年         | 平成元年 - 現在        | 現在   |
| -------- | ---------- | ---------------------- | -------------------- | -------------------------- | --------------------------- | --------------------------- | ---------------------- | --------------------------- | ---------------------- | ------ |
| 名 張 郡 | 丈六村     | 丈六村                 | 丈六村               | 滝川村                     | 滝川村                      | 滝川村                      | 昭和29年3月31日 名張市 | 名張市                      | 名張市                 | 名張市 |
| 名 張 郡 | 長屋村     | 長屋村                 | 長屋村               | 滝川村                     | 滝川村                      | 滝川村                      | 昭和29年3月31日 名張市 | 名張市                      | 名張市                 | 名張市 |
| 名 張 郡 | 檀村       | 檀村                   | 檀村                 | 滝川村                     | 滝川村                      | 滝川村                      | 昭和29年3月31日 名張市 | 名張市                      | 名張市                 | 名張市 |
| 名 張 郡 | 柏原村     | 柏原村                 | 柏原村               | 滝川村                     | 滝川村                      | 滝川村                      | 昭和29年3月31日 名張市 | 名張市                      | 名張市                 | 名張市 |
| 名 張 郡 | 星川村     | 星川村                 | 星川村               | 滝川村                     | 滝川村                      | 滝川村                      | 昭和29年3月31日 名張市 | 名張市                      | 名張市                 | 名張市 |
| 名 張 郡 | 長坂村     | 長坂村                 | 長坂村               | 滝川村                     | 滝川村                      | 滝川村                      | 昭和29年3月31日 名張市 | 名張市                      | 名張市                 | 名張市 |
| 名 張 郡 | 一ノ井村   | 一ノ井村               | 一ノ井村             | 滝川村                     | 滝川村                      | 滝川村                      | 昭和29年3月31日 名張市 | 名張市                      | 名張市                 | 名張市 |
| 名 張 郡 | 神屋村     | 神屋村                 | 神屋村               | 国津村                     | 国津村                      | 国津村                      | 昭和29年3月31日 名張市 | 名張市                      | 名張市                 | 名張市 |
| 名 張 郡 | 奈垣村     | 奈垣村                 | 奈垣村               | 国津村                     | 国津村                      | 国津村                      | 昭和29年3月31日 名張市 | 名張市                      | 名張市                 | 名張市 |
| 名 張 郡 | 布生村     | 布生村                 | 布生村               | 国津村                     | 国津村                      | 国津村                      | 昭和29年3月31日 名張市 | 名張市                      | 名張市                 | 名張市 |
| 名 張 郡 | 長瀬村     | 長瀬村                 | 長瀬村               | 国津村                     | 国津村                      | 国津村                      | 昭和29年3月31日 名張市 | 名張市                      | 名張市                 | 名張市 |
| 名 張 郡 | 長瀬村     | 明治11年 分立 中知山村 | 中知山村             | 箕曲村                     | 昭和17年5月5日 名張町に編入 | 昭和24年8月1日 分立 箕曲村  | 昭和29年3月31日 名張市 | 名張市                      | 名張市                 | 名張市 |
| 名 張 郡 | 夏見村     | 夏見村                 | 夏見村               | 箕曲村                     | 昭和17年5月5日 名張町に編入 | 昭和24年8月1日 分立 箕曲村  | 昭和29年3月31日 名張市 | 名張市                      | 名張市                 | 名張市 |
| 名 張 郡 | 中村       | 中村                   | 名張郡中村           | 箕曲村                     | 昭和17年5月5日 名張町に編入 | 昭和24年8月1日 分立 箕曲村  | 昭和29年3月31日 名張市 | 名張市                      | 名張市                 | 名張市 |
| 名 張 郡 | 瀬古口村   | 瀬古口村               | 瀬古口村             | 箕曲村                     | 昭和17年5月5日 名張町に編入 | 昭和24年8月1日 分立 箕曲村  | 昭和29年3月31日 名張市 | 名張市                      | 名張市                 | 名張市 |
| 名 張 郡 | 青蓮寺村   | 青蓮寺村               | 青蓮寺村             | 箕曲村                     | 昭和17年5月5日 名張町に編入 | 昭和24年8月1日 分立 箕曲村  | 昭和29年3月31日 名張市 | 名張市                      | 名張市                 | 名張市 |
| 名 張 郡 | 薦生村     | 薦生村                 | 薦生村               | 薦原村                     | 昭和17年5月5日 名張町に編入 | 名張町                      | 昭和29年3月31日 名張市 | 名張市                      | 名張市                 | 名張市 |
| 名 張 郡 | 西田原村   | 西田原村               | 西田原村             | 薦原村                     | 昭和17年5月5日 名張町に編入 | 名張町                      | 昭和29年3月31日 名張市 | 名張市                      | 名張市                 | 名張市 |
| 名 張 郡 | 八幡村     | 八幡村                 | 八幡村               | 薦原村                     | 昭和17年5月5日 名張町に編入 | 名張町                      | 昭和29年3月31日 名張市 | 名張市                      | 名張市                 | 名張市 |
| 名 張 郡 | 鵜山村     | 鵜山村                 | 鵜山村               | 薦原村                     | 昭和17年5月5日 名張町に編入 | 名張町                      | 昭和29年3月31日 名張市 | 名張市                      | 名張市                 | 名張市 |
| 名 張 郡 | 家野村     | 家野村                 | 家野村               | 薦原村                     | 昭和17年5月5日 名張町に編入 | 名張町                      | 昭和29年3月31日 名張市 | 名張市                      | 名張市                 | 名張市 |
| 名 張 郡 | 葛尾村     | 葛尾村                 | 葛尾村               | 薦原村                     | 昭和17年5月5日 名張町に編入 | 名張町                      | 昭和29年3月31日 名張市 | 名張市                      | 名張市                 | 名張市 |
| 名 張 郡 | 蔵持村     | 蔵持村                 | 蔵持村               | 蔵持村                     | 昭和17年5月5日 名張町に編入 | 名張町                      | 昭和29年3月31日 名張市 | 名張市                      | 名張市                 | 名張市 |
| 名 張 郡 | 狭田村     | 狭田村                 | 狭田村               | 蔵持村                     | 昭和17年5月5日 名張町に編入 | 名張町                      | 昭和29年3月31日 名張市 | 名張市                      | 名張市                 | 名張市 |
| 名 張 郡 | 夏秋村     | 夏秋村                 | 夏秋村               | 蔵持村                     | 昭和17年5月5日 名張町に編入 | 名張町                      | 昭和29年3月31日 名張市 | 名張市                      | 名張市                 | 名張市 |
| 名 張 郡 | 大屋戸村   | 大屋戸村               | 大屋戸村             | 蔵持村                     | 昭和17年5月5日 名張町に編入 | 名張町                      | 昭和29年3月31日 名張市 | 名張市                      | 名張市                 | 名張市 |
| 名 張 郡 | 短野村     | 短野村                 | 短野村               | 蔵持村                     | 昭和17年5月5日 名張町に編入 | 名張町                      | 昭和29年3月31日 名張市 | 名張市                      | 名張市                 | 名張市 |
| 名 張 郡 | 下三谷村   | 下三谷村               | 下三谷村             | 蔵持村                     | 昭和17年5月5日 名張町に編入 | 名張町                      | 昭和29年3月31日 名張市 | 名張市                      | 名張市                 | 名張市 |
| 名 張 郡 | 梁瀬村     | 明治8年 梁瀬村         | 明治13年 改称 名張村 | 名張町                     | 名張町                      | 名張町                      | 昭和29年3月31日 名張市 | 名張市                      | 名張市                 | 名張市 |
| 名 張 郡 | 北出村     | 明治8年 梁瀬村         | 明治13年 改称 名張村 | 名張町                     | 名張町                      | 名張町                      | 昭和29年3月31日 名張市 | 名張市                      | 名張市                 | 名張市 |
| 名 張 郡 | 南出村     | 明治8年 梁瀬村         | 明治13年 改称 名張村 | 名張町                     | 名張町                      | 名張町                      | 昭和29年3月31日 名張市 | 名張市                      | 名張市                 | 名張市 |
| 名 張 郡 | 平尾村     | 明治8年 梁瀬村         | 明治13年 改称 名張村 | 名張町                     | 名張町                      | 名張町                      | 昭和29年3月31日 名張市 | 名張市                      | 名張市                 | 名張市 |
| 名 張 郡 | 安部田村   | 安部田村               | 安部田村             | 錦生村                     | 錦生村                      | 昭和26年4月1日 名張町に編入 | 昭和29年3月31日 名張市 | 名張市                      | 名張市                 | 名張市 |
| 名 張 郡 | 黒田村     | 黒田村                 | 黒田村               | 錦生村                     | 錦生村                      | 昭和26年4月1日 名張町に編入 | 昭和29年3月31日 名張市 | 名張市                      | 名張市                 | 名張市 |
| 名 張 郡 | 結馬村     | 結馬村                 | 結馬村               | 錦生村                     | 錦生村                      | 昭和26年4月1日 名張町に編入 | 昭和29年3月31日 名張市 | 名張市                      | 名張市                 | 名張市 |
| 名 張 郡 | 井手村     | 井手村                 | 井手村               | 錦生村                     | 錦生村                      | 昭和26年4月1日 名張町に編入 | 昭和29年3月31日 名張市 | 名張市                      | 名張市                 | 名張市 |
| 名 張 郡 | 矢川村     | 矢川村                 | 矢川村               | 錦生村                     | 錦生村                      | 昭和26年4月1日 名張町に編入 | 昭和29年3月31日 名張市 | 名張市                      | 名張市                 | 名張市 |
| 名 張 郡 | 上三谷村   | 上三谷村               | 上三谷村             | 錦生村                     | 錦生村                      | 昭和26年4月1日 名張町に編入 | 昭和29年3月31日 名張市 | 名張市                      | 名張市                 | 名張市 |
| 名 張 郡 | 竜口村     | 竜口村                 | 竜口村               | 錦生村                     | 錦生村                      | 昭和26年4月1日 名張町に編入 | 昭和29年3月31日 名張市 | 名張市                      | 名張市                 | 名張市 |
| 名 張 郡 | 下比奈知村 | 下比奈知村             | 下比奈知村           | 比奈知村                   | 比奈知村                    | 昭和26年4月1日 名張町に編入 | 昭和29年3月31日 名張市 | 名張市                      | 名張市                 | 名張市 |
| 名 張 郡 | 上比奈知村 | 上比奈知村             | 上比奈知村           | 比奈知村                   | 比奈知村                    | 昭和26年4月1日 名張町に編入 | 昭和29年3月31日 名張市 | 名張市                      | 名張市                 | 名張市 |
| 名 張 郡 | 滝ノ原村   | 滝ノ原村               | 滝ノ原村             | 比奈知村                   | 比奈知村                    | 昭和26年4月1日 名張町に編入 | 昭和29年3月31日 名張市 | 名張市                      | 名張市                 | 名張市 |
| 伊 賀 郡 | 新田村     | 新田村                 | 新田村               | 美濃波多村                 | 美濃波多村                  | 昭和26年4月1日 名張町に編入 | 昭和29年3月31日 名張市 | 名張市                      | 名張市                 | 名張市 |
| 伊 賀 郡 | 東田原村   | 東田原村               | 東田原村             | 美濃波多村                 | 美濃波多村                  | 昭和26年4月1日 名張町に編入 | 昭和29年3月31日 名張市 | 名張市                      | 名張市                 | 名張市 |
| 伊 賀 郡 | 中村       | 中村                   | 伊賀郡中村           | 美濃波多村                 | 美濃波多村                  | 昭和26年4月1日 名張町に編入 | 昭和29年3月31日 名張市 | 名張市                      | 名張市                 | 名張市 |
| 伊 賀 郡 | 下小波田村 | 下小波田村             | 下小波田村           | 美濃波多村                 | 美濃波多村                  | 昭和26年4月1日 名張町に編入 | 昭和29年3月31日 名張市 | 名張市                      | 名張市                 | 名張市 |
| 伊 賀 郡 | 上小波田村 | 上小波田村             | 上小波田村           | 美濃波多村                 | 美濃波多村                  | 昭和26年4月1日 名張町に編入 | 昭和29年3月31日 名張市 | 名張市                      | 名張市                 | 名張市 |
| 伊 賀 郡 | 南村       | 南村                   | 南村                 | 古山村                     | 古山村                      | 古山村                      | 古山村                 | 昭和32年7月1日 名張町に編入 | 名張市                 | 名張市 |
| 伊 賀 郡 | 蔵縄手村   | 蔵縄手村               | 蔵縄手村             | 古山村                     | 古山村                      | 古山村                      | 古山村                 | 昭和32年7月1日 上野市に編入 | 平成16年11月1日 伊賀市 | 伊賀市 |
| 伊 賀 郡 | 菖蒲池村   | 菖蒲池村               | 菖蒲池村             | 古山村                     | 古山村                      | 古山村                      | 古山村                 | 昭和32年7月1日 上野市に編入 | 平成16年11月1日 伊賀市 | 伊賀市 |
| 伊 賀 郡 | 湯屋谷村   | 湯屋谷村               | 湯屋谷村             | 古山村                     | 古山村                      | 古山村                      | 古山村                 | 昭和32年7月1日 上野市に編入 | 平成16年11月1日 伊賀市 | 伊賀市 |
| 伊 賀 郡 | 界外村     | 界外村                 | 界外村               | 古山村                     | 古山村                      | 古山村                      | 古山村                 | 昭和32年7月1日 上野市に編入 | 平成16年11月1日 伊賀市 | 伊賀市 |
| 伊 賀 郡 | 東谷村     | 東谷村                 | 東谷村               | 古山村                     | 古山村                      | 古山村                      | 古山村                 | 昭和32年7月1日 上野市に編入 | 平成16年11月1日 伊賀市 | 伊賀市 |
| 伊 賀 郡 | 安場村     | 安場村                 | 安場村               | 古山村                     | 古山村                      | 古山村                      | 古山村                 | 昭和32年7月1日 上野市に編入 | 平成16年11月1日 伊賀市 | 伊賀市 |
| 伊 賀 郡 | 鍛冶屋村   | 鍛冶屋村               | 鍛冶屋村             | 古山村                     | 古山村                      | 古山村                      | 古山村                 | 昭和32年7月1日 上野市に編入 | 平成16年11月1日 伊賀市 | 伊賀市 |
| 伊 賀 郡 | 猪田村     | 猪田村                 | 猪田村               | 猪田村                     | 猪田村                      | 昭和25年8月1日 上野市に編入 | 上野市                 | 上野市                      | 平成16年11月1日 伊賀市 | 伊賀市 |
| 伊 賀 郡 | 山出村     | 山出村                 | 山出村               | 猪田村                     | 猪田村                      | 昭和25年8月1日 上野市に編入 | 上野市                 | 上野市                      | 平成16年11月1日 伊賀市 | 伊賀市 |
| 伊 賀 郡 | 上ノ庄村   | 上ノ庄村               | 上ノ庄村             | 猪田村                     | 猪田村                      | 昭和25年8月1日 上野市に編入 | 上野市                 | 上野市                      | 平成16年11月1日 伊賀市 | 伊賀市 |
| 伊 賀 郡 | 笠部村     | 笠部村                 | 笠部村               | 猪田村                     | 猪田村                      | 昭和25年8月1日 上野市に編入 | 上野市                 | 上野市                      | 平成16年11月1日 伊賀市 | 伊賀市 |
| 伊 賀 郡 | 比自岐村   | 比自岐村               | 比自岐村             | 比自岐村                   | 比自岐村                    | 比自岐村                    | 比自岐村               | 昭和30年1月1日 上野市に編入 | 平成16年11月1日 伊賀市 | 伊賀市 |
| 伊 賀 郡 | 岡波村     | 岡波村                 | 岡波村               | 比自岐村                   | 比自岐村                    | 比自岐村                    | 比自岐村               | 昭和30年1月1日 上野市に編入 | 平成16年11月1日 伊賀市 | 伊賀市 |
| 伊 賀 郡 | 摺見村     | 摺見村                 | 摺見村               | 比自岐村                   | 比自岐村                    | 比自岐村                    | 比自岐村               | 昭和30年1月1日 上野市に編入 | 平成16年11月1日 伊賀市 | 伊賀市 |
| 伊 賀 郡 | 沖村       | 沖村                   | 沖村                 | 依那古村                   | 依那古村                    | 依那古村                    | 依那古村               | 昭和30年1月1日 上野市に編入 | 平成16年11月1日 伊賀市 | 伊賀市 |
| 伊 賀 郡 | 依那具村   | 依那具村               | 依那具村             | 依那古村                   | 依那古村                    | 依那古村                    | 依那古村               | 昭和30年1月1日 上野市に編入 | 平成16年11月1日 伊賀市 | 伊賀市 |
| 伊 賀 郡 | 市部村     | 市部村                 | 市部村               | 依那古村                   | 依那古村                    | 依那古村                    | 依那古村               | 昭和30年1月1日 上野市に編入 | 平成16年11月1日 伊賀市 | 伊賀市 |
| 伊 賀 郡 | 才良村     | 才良村                 | 才良村               | 依那古村                   | 依那古村                    | 依那古村                    | 依那古村               | 昭和30年1月1日 上野市に編入 | 平成16年11月1日 伊賀市 | 伊賀市 |
| 伊 賀 郡 | 上郡村     | 上郡村                 | 上郡村               | 依那古村                   | 依那古村                    | 依那古村                    | 依那古村               | 昭和30年1月1日 上野市に編入 | 平成16年11月1日 伊賀市 | 伊賀市 |
| 伊 賀 郡 | 下郡村     | 下郡村                 | 下郡村               | 依那古村                   | 依那古村                    | 依那古村                    | 依那古村               | 昭和30年1月1日 上野市に編入 | 平成16年11月1日 伊賀市 | 伊賀市 |
| 伊 賀 郡 | 森寺村     | 森寺村                 | 森寺村               | 依那古村                   | 依那古村                    | 依那古村                    | 依那古村               | 昭和30年1月1日 上野市に編入 | 平成16年11月1日 伊賀市 | 伊賀市 |
| 伊 賀 郡 | 予野村     | 予野村                 | 予野村               | 花垣村                     | 花垣村                      | 花垣村                      | 花垣村                 | 昭和30年1月1日 上野市に編入 | 平成16年11月1日 伊賀市 | 伊賀市 |
| 伊 賀 郡 | 大滝村     | 大滝村                 | 大滝村               | 花垣村                     | 花垣村                      | 花垣村                      | 花垣村                 | 昭和30年1月1日 上野市に編入 | 平成16年11月1日 伊賀市 | 伊賀市 |
| 伊 賀 郡 | 桂村       | 桂村                   | 桂村                 | 花垣村                     | 花垣村                      | 花垣村                      | 花垣村                 | 昭和30年1月1日 上野市に編入 | 平成16年11月1日 伊賀市 | 伊賀市 |
| 伊 賀 郡 | 治田村     | 治田村                 | 治田村               | 花垣村                     | 花垣村                      | 花垣村                      | 花垣村                 | 昭和30年1月1日 上野市に編入 | 平成16年11月1日 伊賀市 | 伊賀市 |
| 伊 賀 郡 | 白樫村     | 白樫村                 | 白樫村               | 花垣村                     | 花垣村                      | 花垣村                      | 花垣村                 | 昭和30年1月1日 上野市に編入 | 平成16年11月1日 伊賀市 | 伊賀市 |
| 伊 賀 郡 | 上神戸村   | 上神戸村               | 上神戸村             | 神戸村                     | 神戸村                      | 神戸村                      | 神戸村                 | 昭和30年3月1日 上野市に編入 | 平成16年11月1日 伊賀市 | 伊賀市 |
| 伊 賀 郡 | 下神戸村   | 下神戸村               | 下神戸村             | 神戸村                     | 神戸村                      | 神戸村                      | 神戸村                 | 昭和30年3月1日 上野市に編入 | 平成16年11月1日 伊賀市 | 伊賀市 |
| 伊 賀 郡 | 古郡村     | 古郡村                 | 古郡村               | 神戸村                     | 神戸村                      | 神戸村                      | 神戸村                 | 昭和30年3月1日 上野市に編入 | 平成16年11月1日 伊賀市 | 伊賀市 |
| 伊 賀 郡 | 比土村     | 比土村                 | 比土村               | 神戸村                     | 神戸村                      | 神戸村                      | 神戸村                 | 昭和30年3月1日 上野市に編入 | 平成16年11月1日 伊賀市 | 伊賀市 |
| 伊 賀 郡 | 上林村     | 上林村                 | 上林村               | 神戸村                     | 神戸村                      | 神戸村                      | 神戸村                 | 昭和30年3月1日 上野市に編入 | 平成16年11月1日 伊賀市 | 伊賀市 |
| 伊 賀 郡 | 枅川村     | 枅川村                 | 枅川村               | 神戸村                     | 神戸村                      | 神戸村                      | 神戸村                 | 昭和30年3月1日 上野市に編入 | 平成16年11月1日 伊賀市 | 伊賀市 |
| 伊 賀 郡 | 阿保村     | 阿保村                 | 阿保村               | 阿保村                     | 大正9年3月1日 町制          | 阿保町                      | 阿保町                 | 昭和30年3月1日 青山町       | 平成16年11月1日 伊賀市 | 伊賀市 |
| 伊 賀 郡 | 柏尾村     | 柏尾村                 | 柏尾村               | 阿保村                     | 大正9年3月1日 町制          | 阿保町                      | 阿保町                 | 昭和30年3月1日 青山町       | 平成16年11月1日 伊賀市 | 伊賀市 |
| 伊 賀 郡 | 岡田村     | 岡田村                 | 岡田村               | 阿保村                     | 大正9年3月1日 町制          | 阿保町                      | 阿保町                 | 昭和30年3月1日 青山町       | 平成16年11月1日 伊賀市 | 伊賀市 |
| 伊 賀 郡 | 寺脇村     | 寺脇村                 | 寺脇村               | 阿保村                     | 大正9年3月1日 町制          | 阿保町                      | 阿保町                 | 昭和30年3月1日 青山町       | 平成16年11月1日 伊賀市 | 伊賀市 |
| 伊 賀 郡 | 別府村     | 別府村                 | 別府村               | 阿保村                     | 大正9年3月1日 町制          | 阿保町                      | 阿保町                 | 昭和30年3月1日 青山町       | 平成16年11月1日 伊賀市 | 伊賀市 |
| 伊 賀 郡 | 羽根村     | 羽根村                 | 羽根村               | 阿保村                     | 大正9年3月1日 町制          | 阿保町                      | 阿保町                 | 昭和30年3月1日 青山町       | 平成16年11月1日 伊賀市 | 伊賀市 |
| 伊 賀 郡 | 種生村     | 種生村                 | 種生村               | 種生村                     | 種生村                      | 種生村                      | 種生村                 | 昭和30年3月1日 青山町       | 平成16年11月1日 伊賀市 | 伊賀市 |
| 伊 賀 郡 | 高尾村     | 高尾村                 | 高尾村               | 種生村                     | 種生村                      | 種生村                      | 種生村                 | 昭和30年3月1日 青山町       | 平成16年11月1日 伊賀市 | 伊賀市 |
| 伊 賀 郡 | 老川村     | 老川村                 | 老川村               | 種生村                     | 種生村                      | 種生村                      | 種生村                 | 昭和30年3月1日 青山町       | 平成16年11月1日 伊賀市 | 伊賀市 |
| 伊 賀 郡 | 川上村     | 川上村                 | 川上村               | 種生村                     | 種生村                      | 種生村                      | 種生村                 | 昭和30年3月1日 青山町       | 平成16年11月1日 伊賀市 | 伊賀市 |
| 伊 賀 郡 | 腰山村     | 腰山村                 | 腰山村               | 矢持村                     | 矢持村                      | 矢持村                      | 矢持村                 | 昭和30年3月1日 青山町       | 平成16年11月1日 伊賀市 | 伊賀市 |
| 伊 賀 郡 | 奥鹿野村   | 奥鹿野村               | 奥鹿野村             | 矢持村                     | 矢持村                      | 矢持村                      | 矢持村                 | 昭和30年3月1日 青山町       | 平成16年11月1日 伊賀市 | 伊賀市 |
| 伊 賀 郡 | 福川村     | 福川村                 | 福川村               | 矢持村                     | 矢持村                      | 矢持村                      | 矢持村                 | 昭和30年3月1日 青山町       | 平成16年11月1日 伊賀市 | 伊賀市 |
| 伊 賀 郡 | 諸木村     | 諸木村                 | 諸木村               | 矢持村                     | 矢持村                      | 矢持村                      | 矢持村                 | 昭和30年3月1日 青山町       | 平成16年11月1日 伊賀市 | 伊賀市 |
| 伊 賀 郡 | 霧生村     | 霧生村                 | 霧生村               | 矢持村                     | 矢持村                      | 矢持村                      | 矢持村                 | 昭和30年3月1日 青山町       | 平成16年11月1日 伊賀市 | 伊賀市 |
| 伊 賀 郡 | 伊勢地村   | 伊勢地村               | 伊勢地村             | 上津村                     | 上津村                      | 上津村                      | 上津村                 | 昭和30年3月1日 青山町       | 平成16年11月1日 伊賀市 | 伊賀市 |
| 伊 賀 郡 | 滝村       | 滝村                   | 滝村                 | 上津村                     | 上津村                      | 上津村                      | 上津村                 | 昭和30年3月1日 青山町       | 平成16年11月1日 伊賀市 | 伊賀市 |
| 伊 賀 郡 | 妙楽寺村   | 妙楽寺村               | 妙楽寺村             | 上津村                     | 上津村                      | 上津村                      | 上津村                 | 昭和30年3月1日 青山町       | 平成16年11月1日 伊賀市 | 伊賀市 |
| 伊 賀 郡 | 勝地村     | 勝地村                 | 勝地村               | 上津村                     | 上津村                      | 上津村                      | 上津村                 | 昭和30年3月1日 青山町       | 平成16年11月1日 伊賀市 | 伊賀市 |
| 伊 賀 郡 | 北山村     | 北山村                 | 北山村               | 上津村                     | 上津村                      | 上津村                      | 上津村                 | 昭和30年3月1日 青山町       | 平成16年11月1日 伊賀市 | 伊賀市 |
| 伊 賀 郡 | 下川原村   | 下川原村               | 下川原村             | 上津村                     | 上津村                      | 上津村                      | 上津村                 | 昭和30年3月1日 青山町       | 平成16年11月1日 伊賀市 | 伊賀市 |

## 行政
歴代郡長
| 代 | 氏名       | 就任年月日                 | 退任年月日                | 備考                   |
| -- | ---------- | -------------------------- | ------------------------- | ---------------------- |
| 1  | 川田茂通   | 明治29年（1896年）4月1日   |                           |                        |
| 2  | 永田幸太郎 | 明治29年（1896年）10月     |                           |                        |
| 3  | 村上謙     | 明治32年（1899年）1月      |                           |                        |
| 4  | 小松良     | 明治34年（1901年）5月      |                           |                        |
| 5  | 玉置仙彌   | 明治34年（1901年）9月      |                           |                        |
| 6  | 上野録二郎 | 明治35年（1902年）5月      |                           |                        |
| 7  | 栗田覚治   | 明治37年（1904年）12月27日 |                           |                        |
| 8  | 小森安太郎 | 明治44年（1911年）3月2日   |                           |                        |
| 9  | 須田松太郎 | 明治45年（1912年）6月22日  |                           |                        |
| 10 | 大井順之介 | 大正2年（1913年）6月14日   |                           |                        |
| 11 | 大山元史   | 大正4年（1915年）4月21日   |                           |                        |
| 12 | 水原寿一   | 大正6年（1917年）2月21日   |                           |                        |
| 13 | 多久安信   | 大正6年（1917年）8月30日   |                           |                        |
| 14 | 清水亮     | 大正8年（1919年）6月9日    |                           |                        |
| 15 | 野田操     | 大正11年（1922年）5月13日  |                           |                        |
| 16 | 安達松治郎 | 大正13年（1924年）9月29日  | 大正15年（1926年）6月30日 | 郡役所廃止により、廃官 |